# 干欄式建築

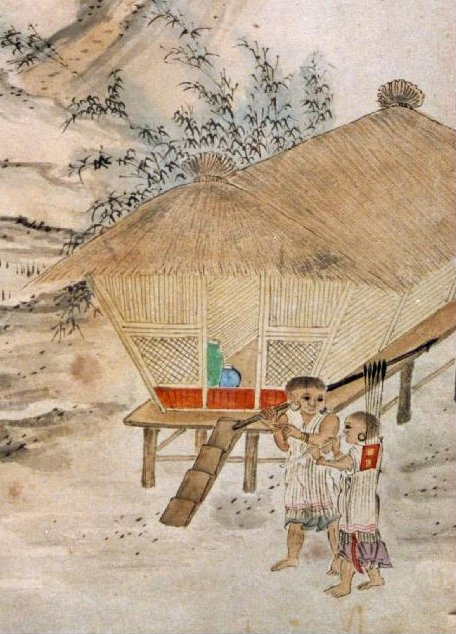
臺灣平埔族干欄屋

干栏式建築，又稱干欄屋、高腳屋、吊腳樓、棚屋，是一种特色民居建筑，其特点是“编竹苫茅为两重，上以自处，下居鸡豚，谓之麻栏”，盛行於東南亞、馬達加斯加、台灣、中國南部、海南、日本等的地区。其種類雖有高架式、高床式、樁上屋等類型，通常是木頭，竹子所構屋樑，並用茅草蓋頂遮蔽的住屋，也有柱樁頂端設軛木，較牢固的干欄式建築。其主要特色是將其樓板墊高，以樓梯上下住所。
日本的神社與穀倉是建在陸上的這類型建築物的著名例子，而香港大嶼山大澳的大澳棚屋是建在岸邊的這類型的建築物的著名例子。

## 地區分佈

### 台灣
以平埔族的干欄屋為著名代表。

### 香港
以大澳棚屋為著名代表。

### 廣西
廣西的干欄式建築主要分佈在桂北地區，當地的壯族、侗族、苗族、越族等均會居住在干欄式建築中。整個建築以木結構爲主，屋頂主要為懸山及歇山頂。這建築方式有利於防潮，疏導雨水，亦可迎合桂北山區的地勢。建築材料多爲木、竹、瓦、石、樹皮等。

### 高樓
部分大樓頂樓加蓋也會使用此傳統技術

### 極地

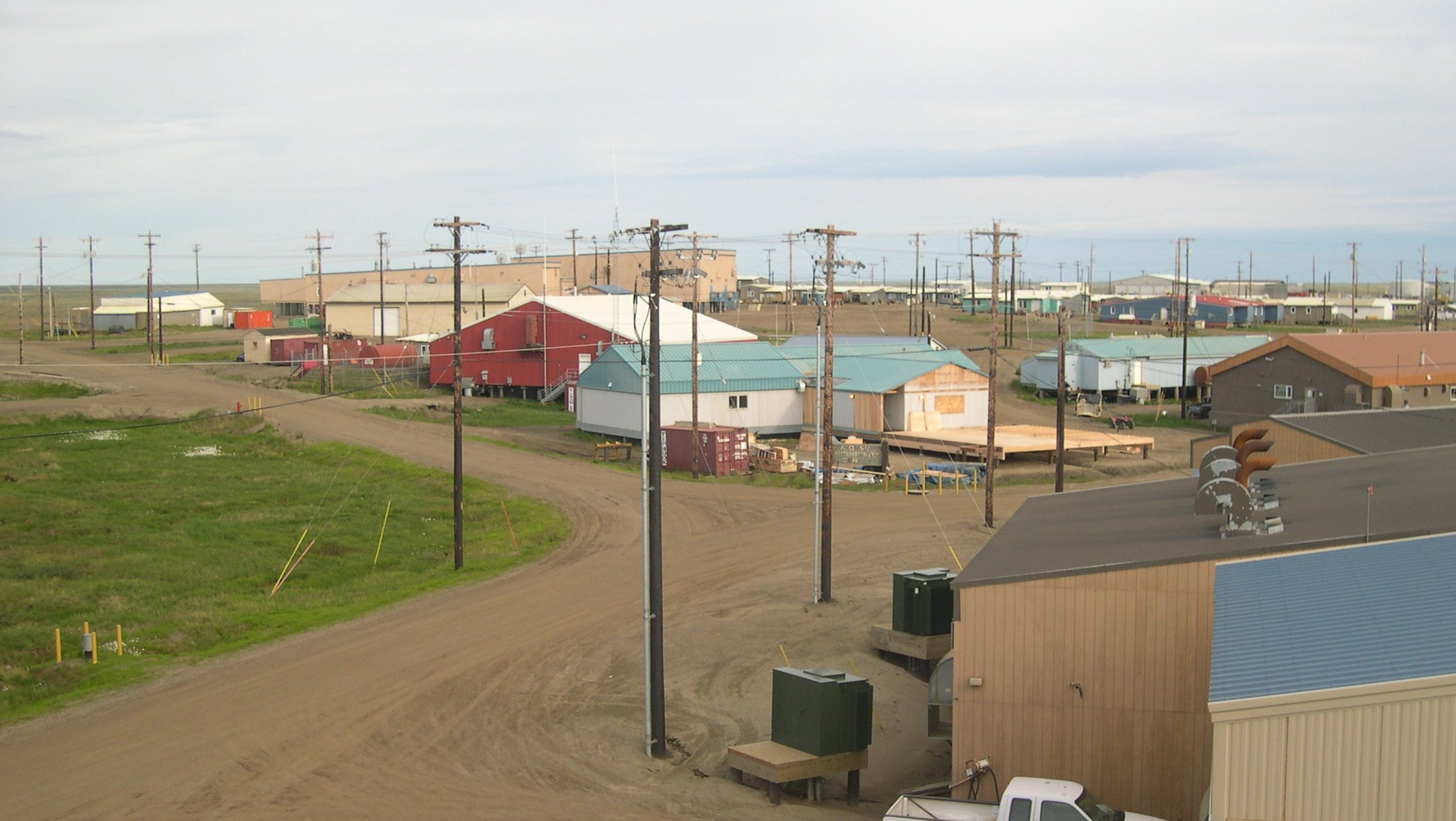
美國阿拉斯加位於北緯70度地區的小鎮艾特跨萨克的夏景色。其房子呈現在干欄式建築的樣式。

在極地有永凍土的地區，房子會設計成在干欄式建築的樣式，以避免永凍土裡的冰溶化，永凍土的組成成分中，可以有高達70%的部分為水，當永凍土結凍時，永凍土可作為穩定的建築基礎；然而假若房子底部散發的熱融化了永凍土裡的冰，那麼房子就會沉入地表中。也有其他保持永凍土不溶化的方法，但把房子設計成在干欄式建築的樣式，是最有效的方法之一。

### 馬爾地夫
在馬爾地夫，用作水上別墅的干欄式建築很常見。

## 圖集

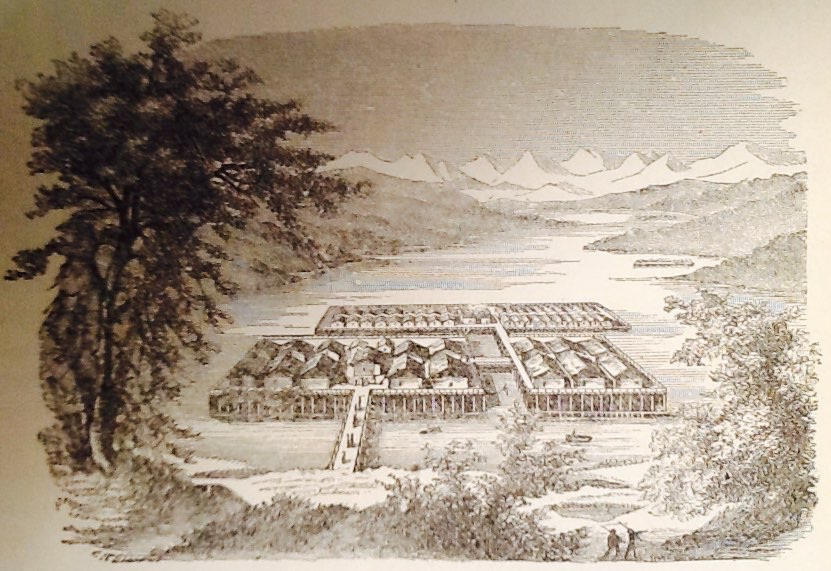
瑞士蘇黎世湖的湖上小鎮
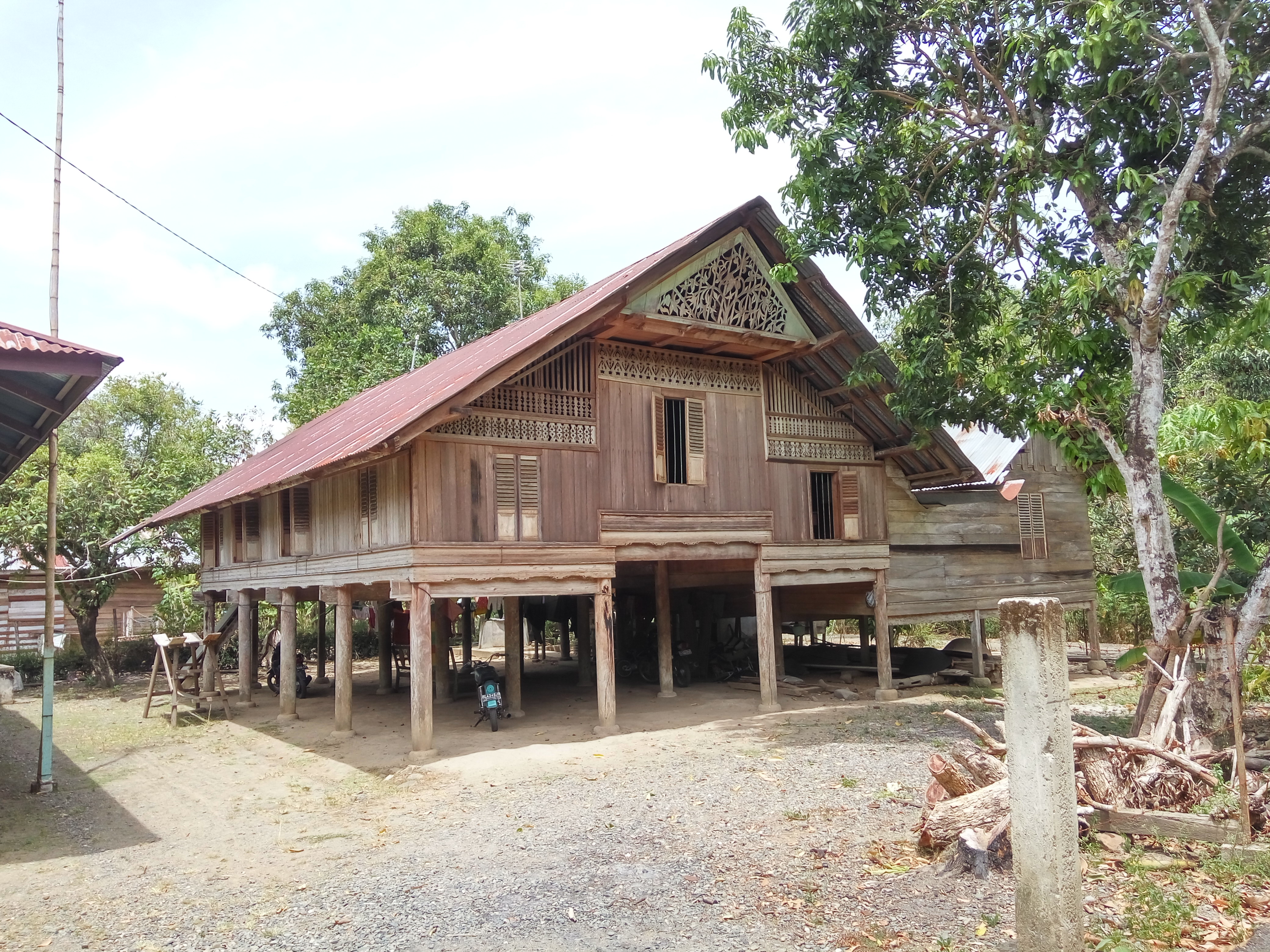
亞齊人的傳統住屋
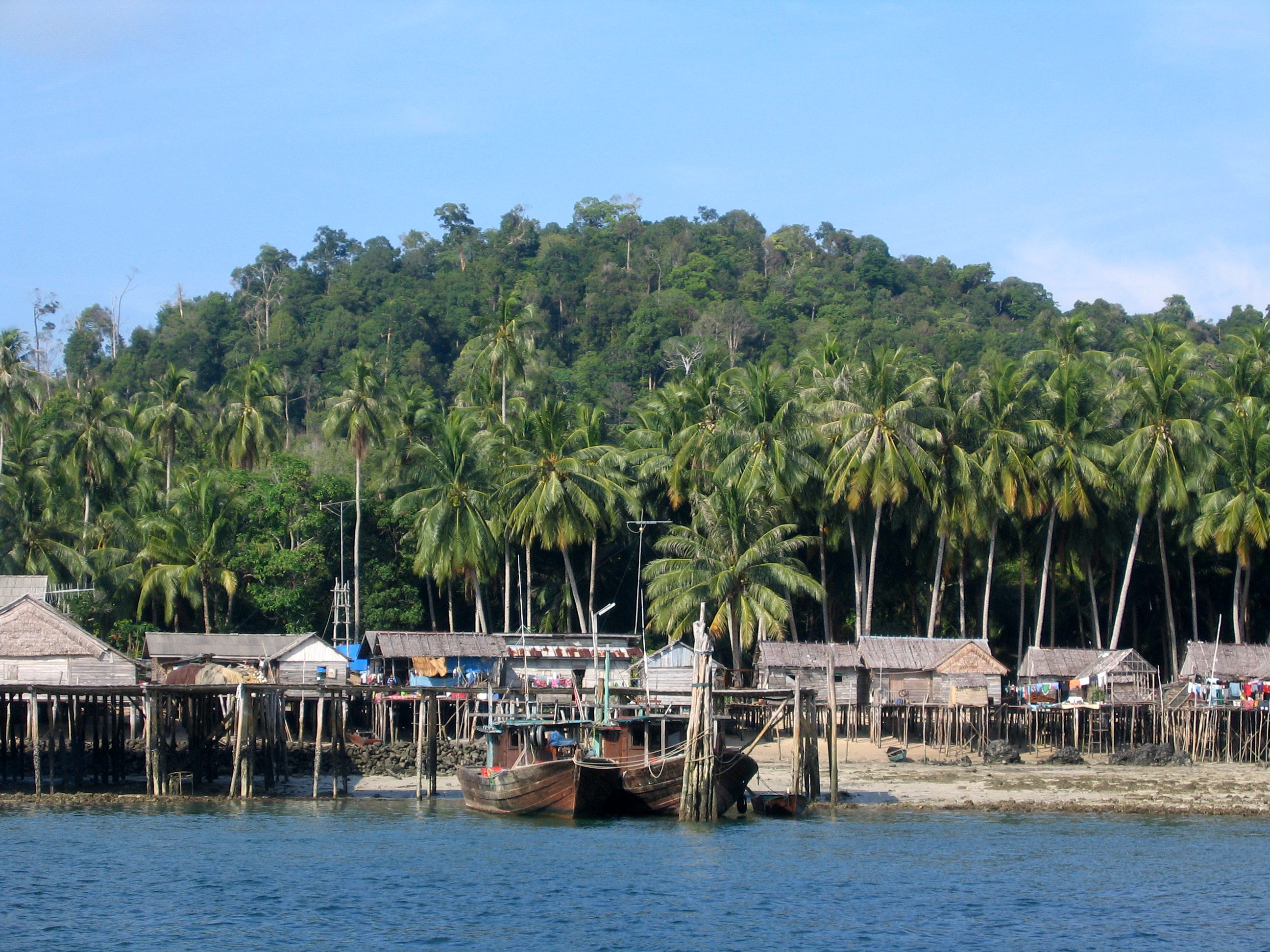
印尼林加群島上的干欄式建築
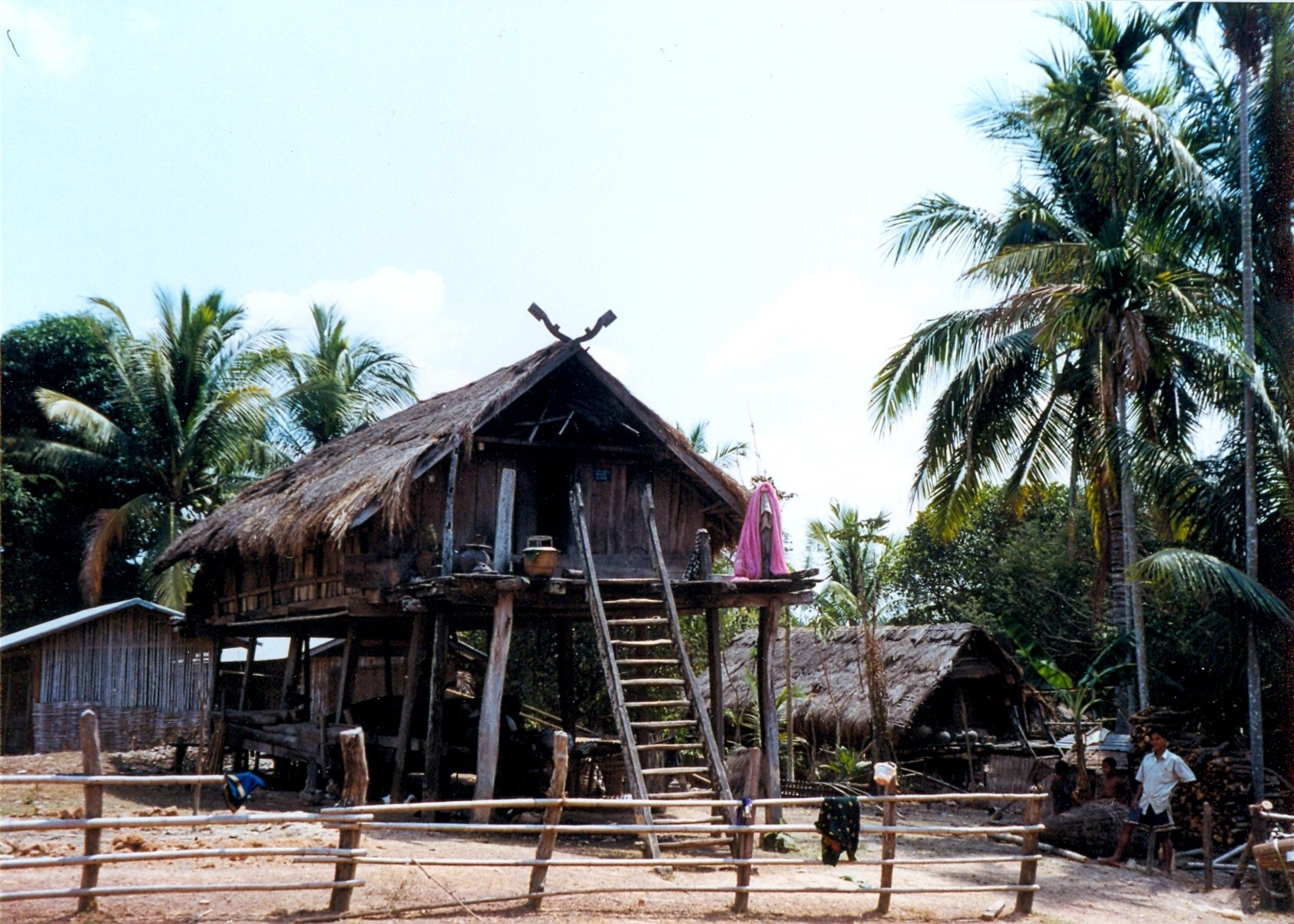
老挝南部阿速坡省的干欄式建築
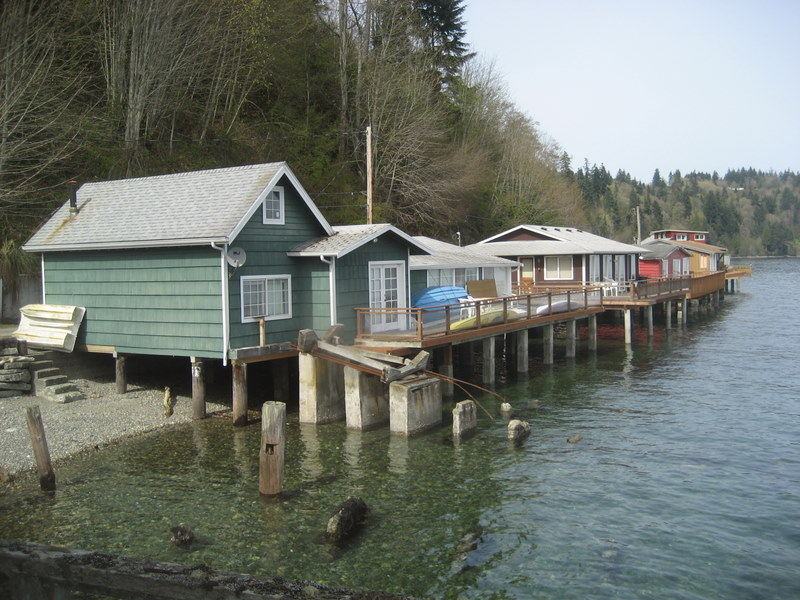
美國華盛頓州Fragaria一帶位於普吉特海湾岸邊的干欄式建築
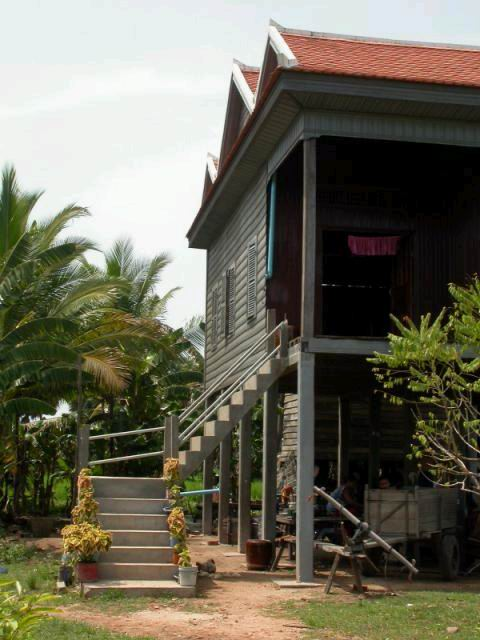
柬埔寨鄉村的干欄式建築
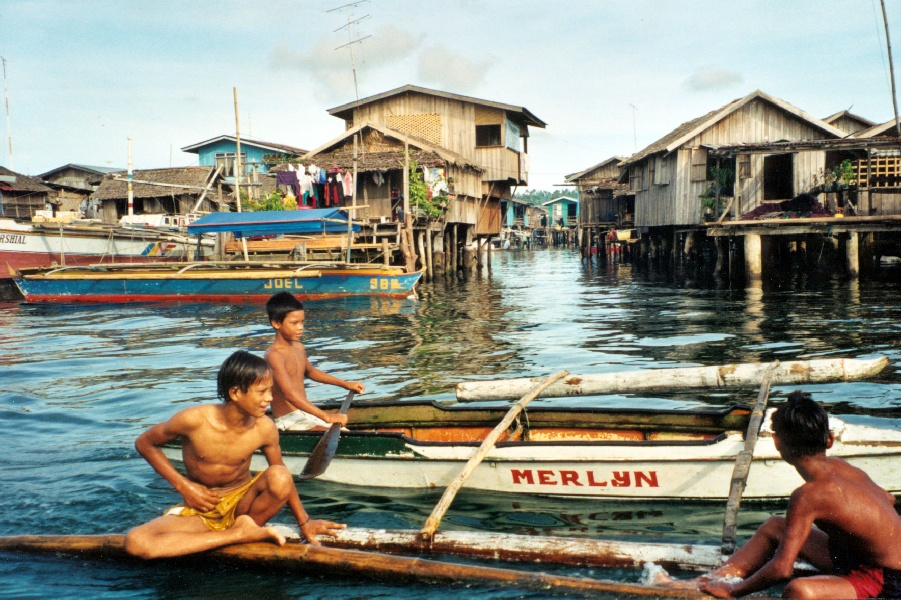
菲律宾巴瑶族蓋在海上的干欄式建築
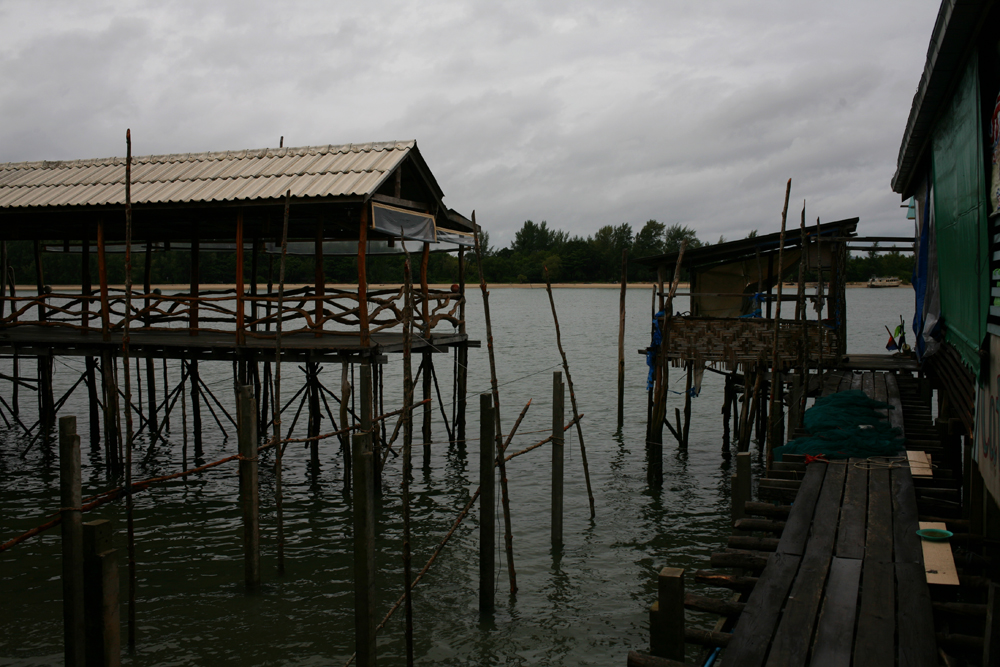
泰國南部的干欄式建築
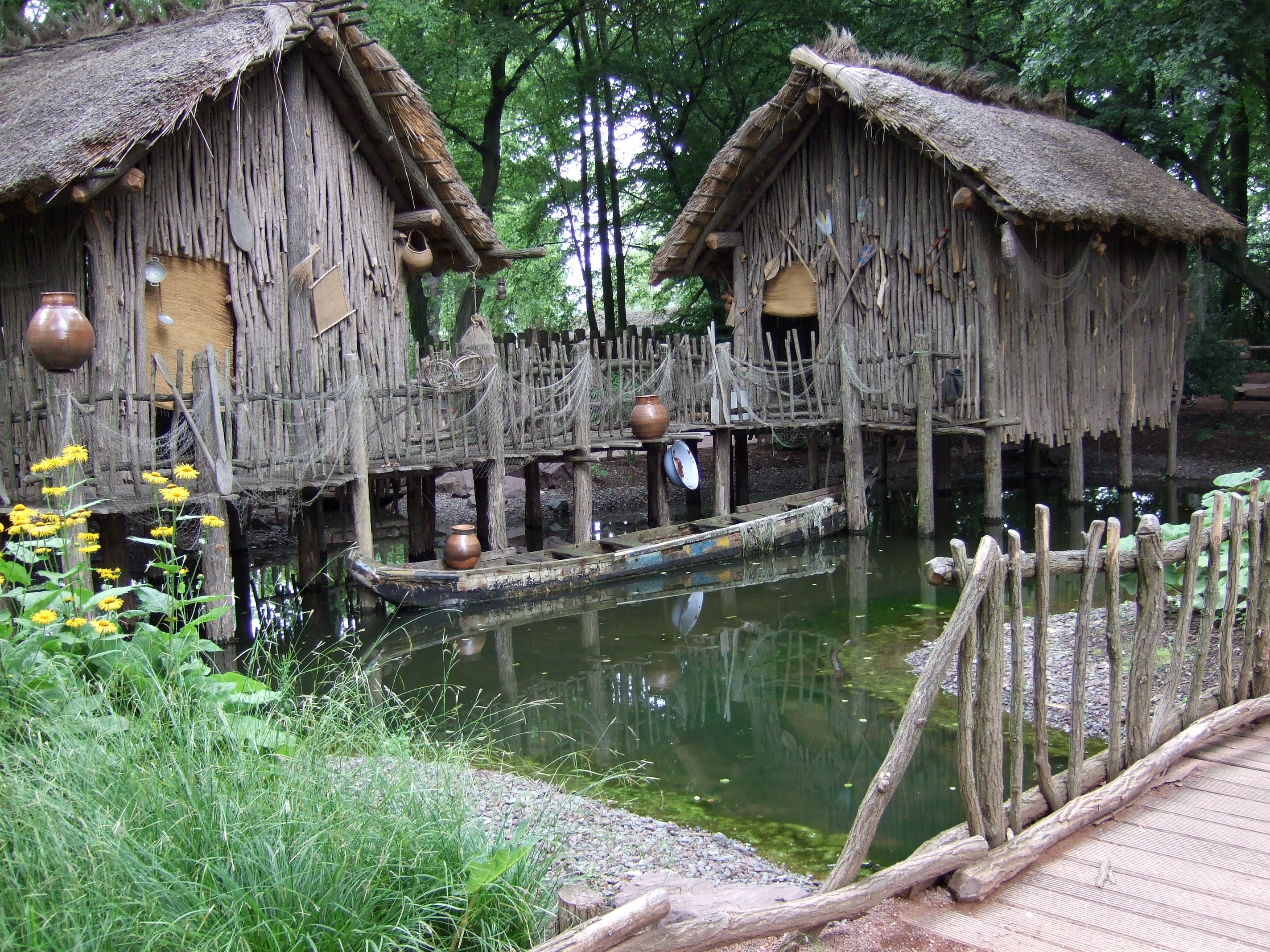
在德國重現的非洲干欄式建築住家
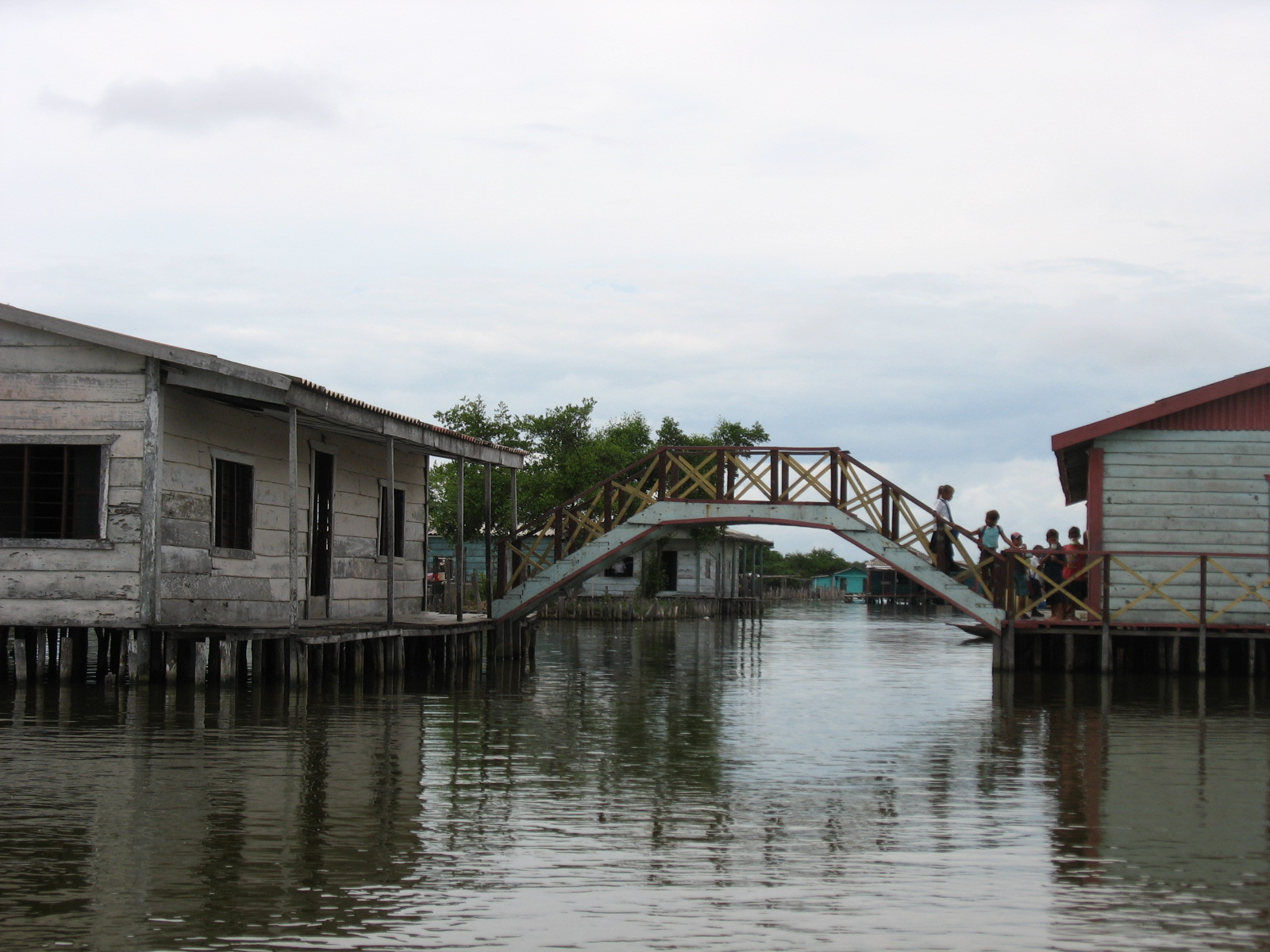
哥倫比亞聖瑪爾塔大沼澤湖（Ciénaga Grande de Santa Marta）一帶連接干欄式建築的橋
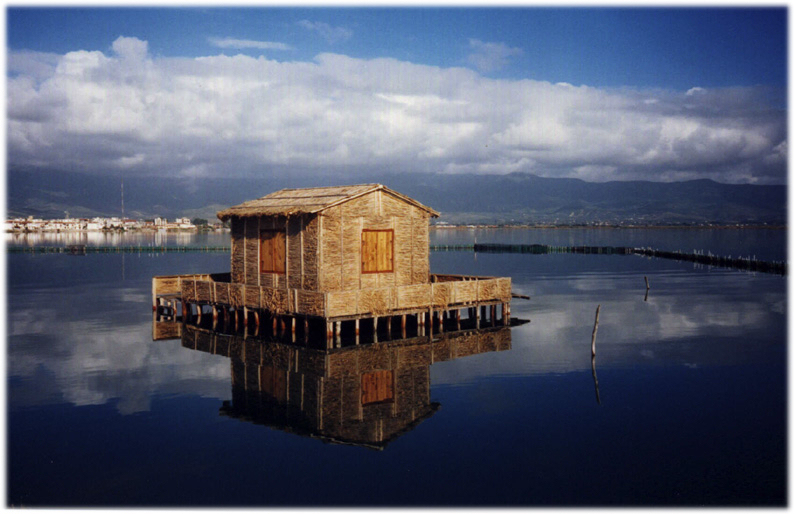
希臘西部迈索隆吉翁泻湖上的傳統干欄式建築
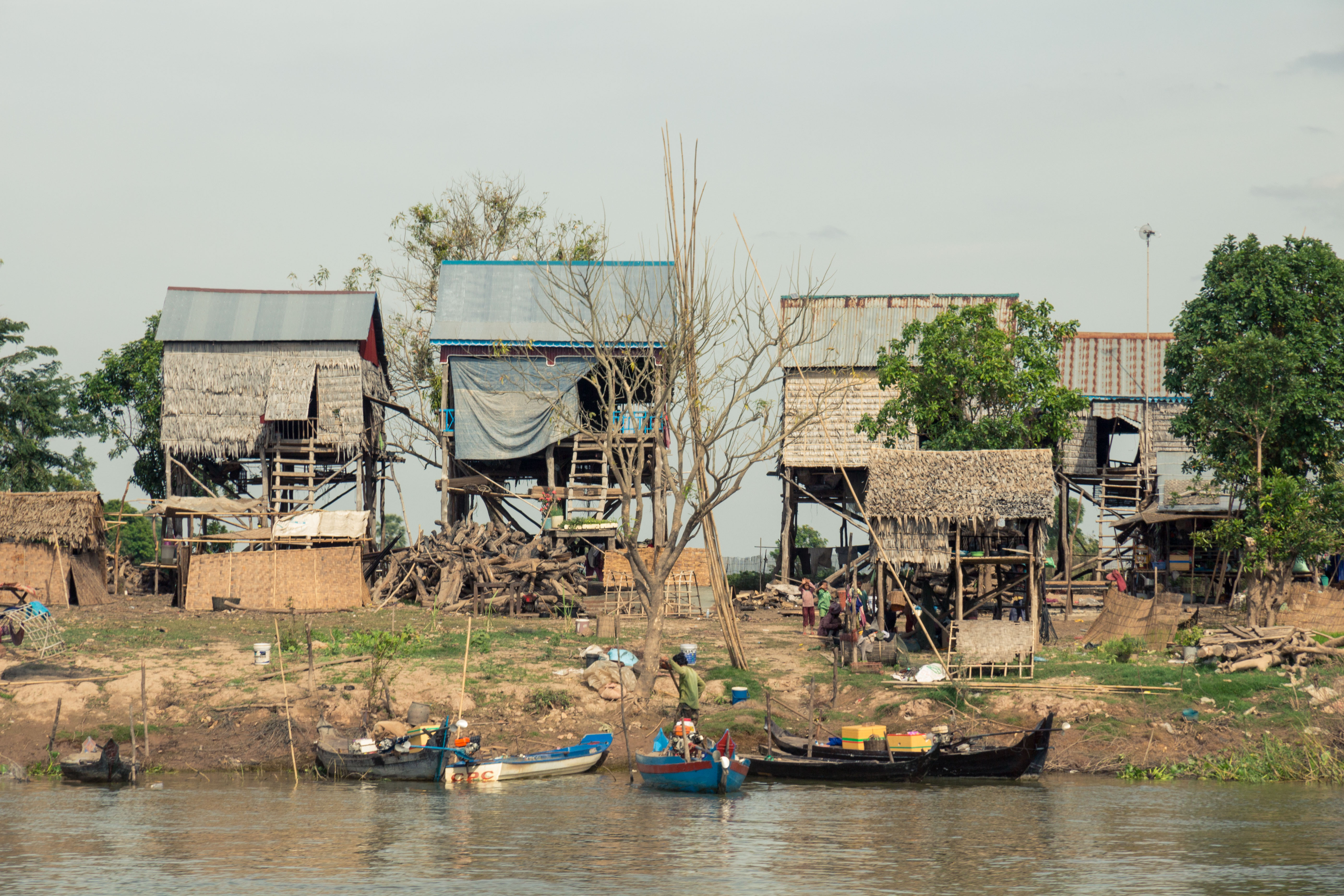
柬埔寨洞里萨湖上的干欄式建築
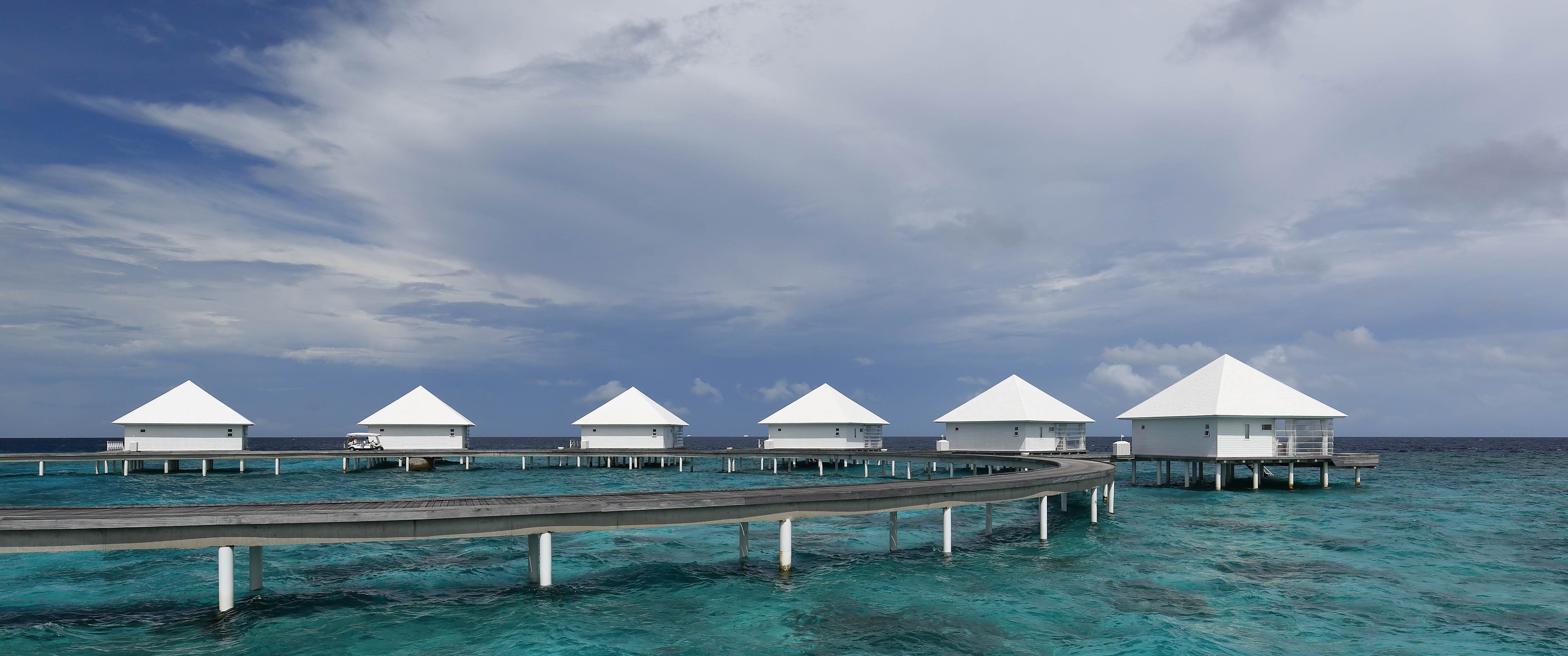
馬爾地夫的度假飯店
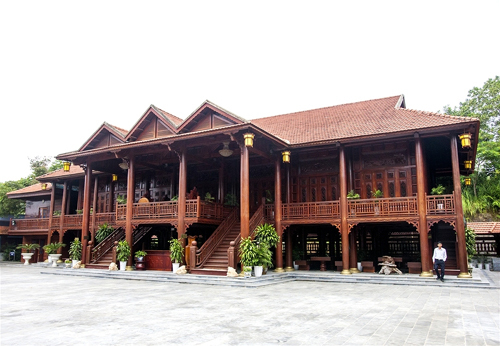
越南最大的干欄式建築